# 中國國家圖書館總館北區
39°56′38″N 116°19′02″E / 39.944021°N 116.317126°E

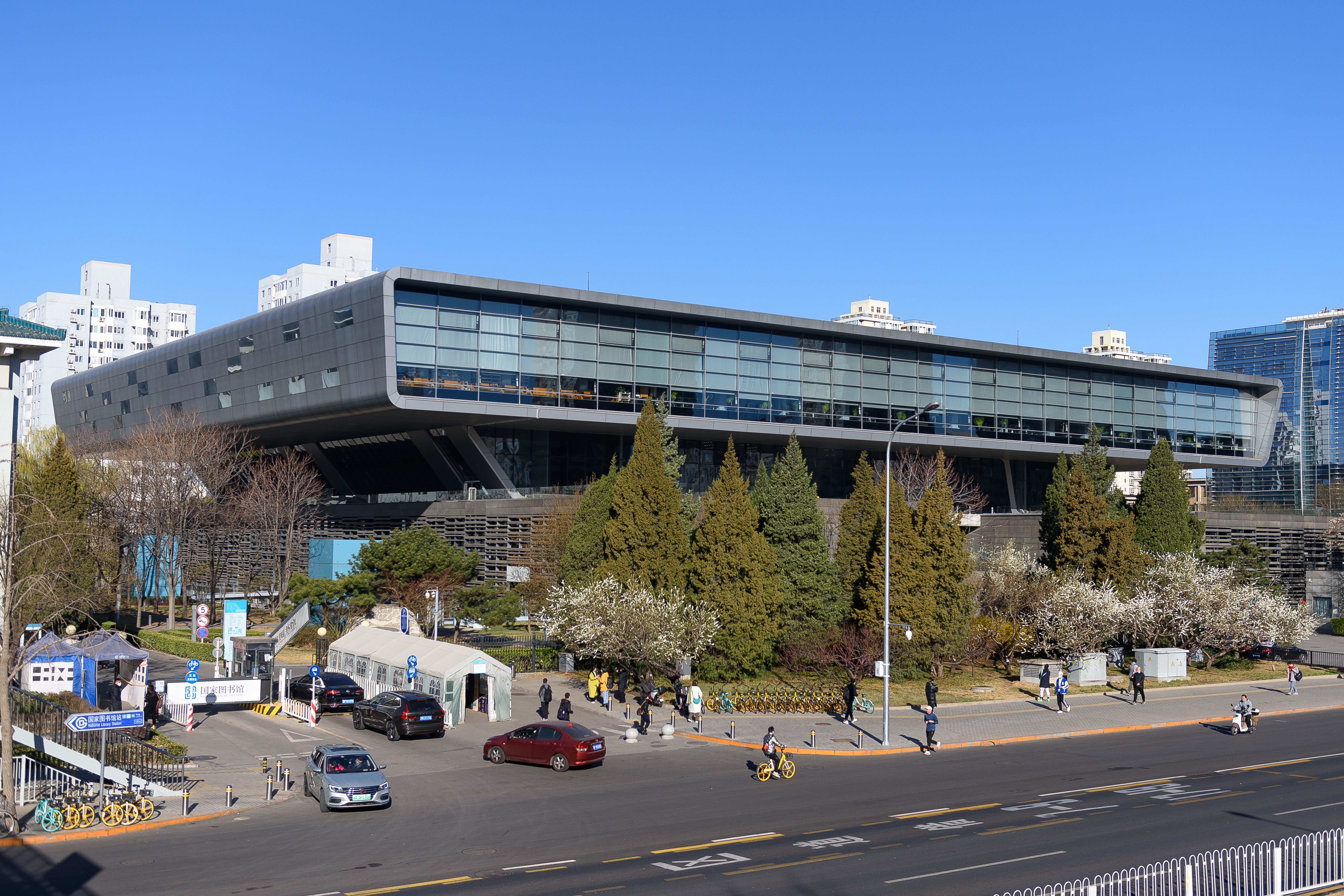
中國國家圖書館總館北區

中國國家圖書館總館北區，又稱作中國國家圖書館二期，位於北京市海淀區中關村南大街33號，是中國國家圖書館總館的一部分，啟用於2008年。

## 歷史
中国国家图书馆的前身是1909年9月9日始建的京师图书馆，1951年6月12日更名为北京图书馆，成为中华人民共和国唯一的国家图书馆。
1987年，北京图书馆新馆在白石桥路（今中关村南大街）落成。1998年12月12日，北京图书馆更名为“中国国家图书馆”。
中国国家图书馆总馆日均接待读者1.2万人次 ，馆藏远远超过2000万件的设计容量，原有馆舍已不敷使用。2003年，经国家批准，立项扩建，二期新馆舍于2008年9月启用，成为中国国家图书馆总馆北区，原總館改稱中国国家图书馆总馆南区，扩建完成后中国国家图书馆的馆舍总面积达到25万平方米，成为仅次于美国国会图书馆、俄羅斯國立圖書館的世界第三大图书馆。

## 建築
國家圖書館二期工程暨國家數字圖書館是國家十五期間重點文化建設項目，現有建築於2008年9月9日啟用，由中铁建工集团施工，設計者為德國法蘭克福的KSP Jürgen Engel建築設計事務所；建築面積八萬平方米，日均接待讀者能力約八千人次。建築外觀如同一個巨大的書本。國家圖書館四大專藏之一《四庫全書》置於中庭地下一層恒溫恒濕獨立區域內，讀者可以隔著玻璃欣賞古籍，為該館的特色之一。
2009年，國家圖書館二期被評選為『北京当代十大建筑』之一。

### 圖集

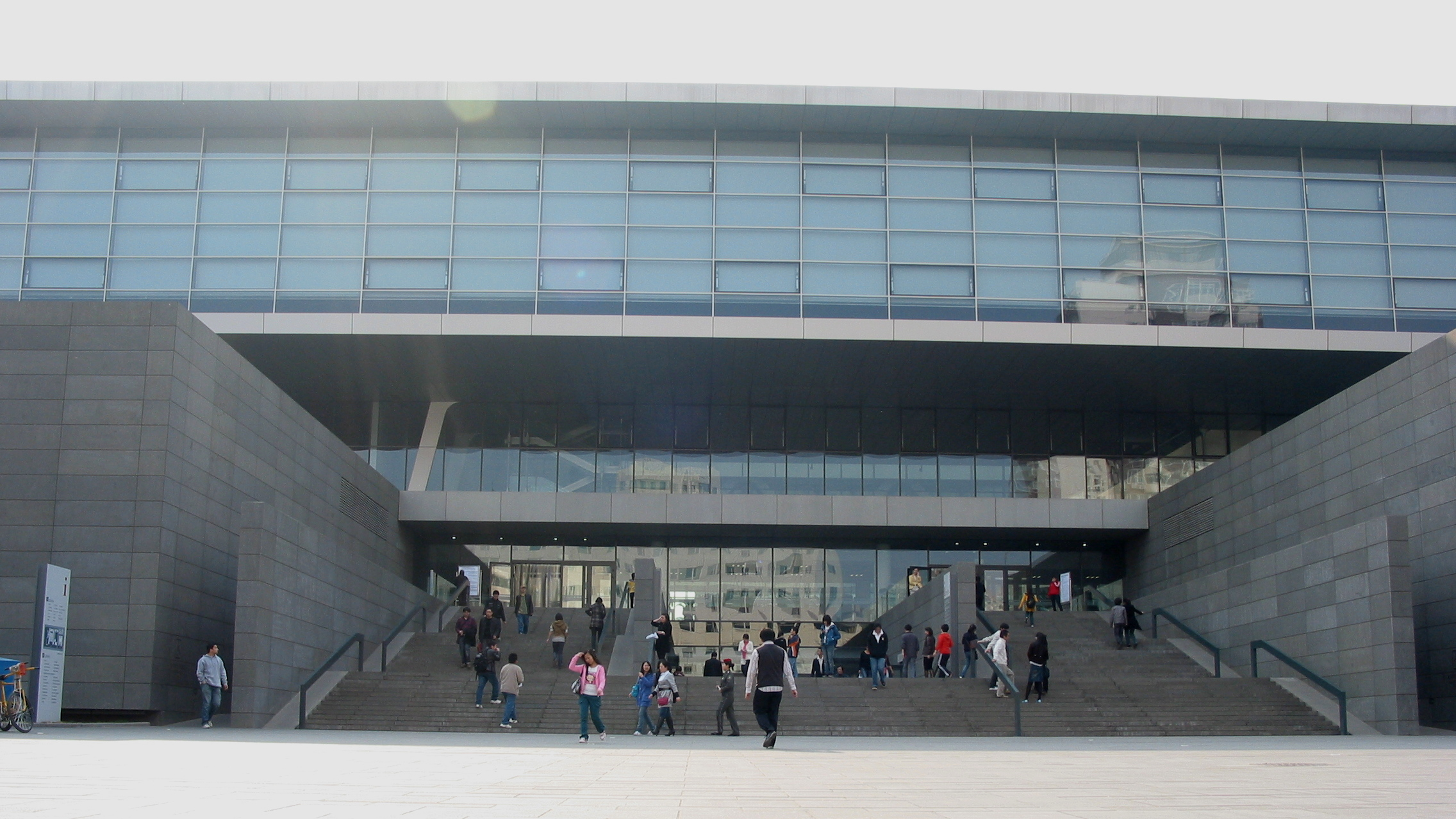
中國國家圖書館總館北區(正面)
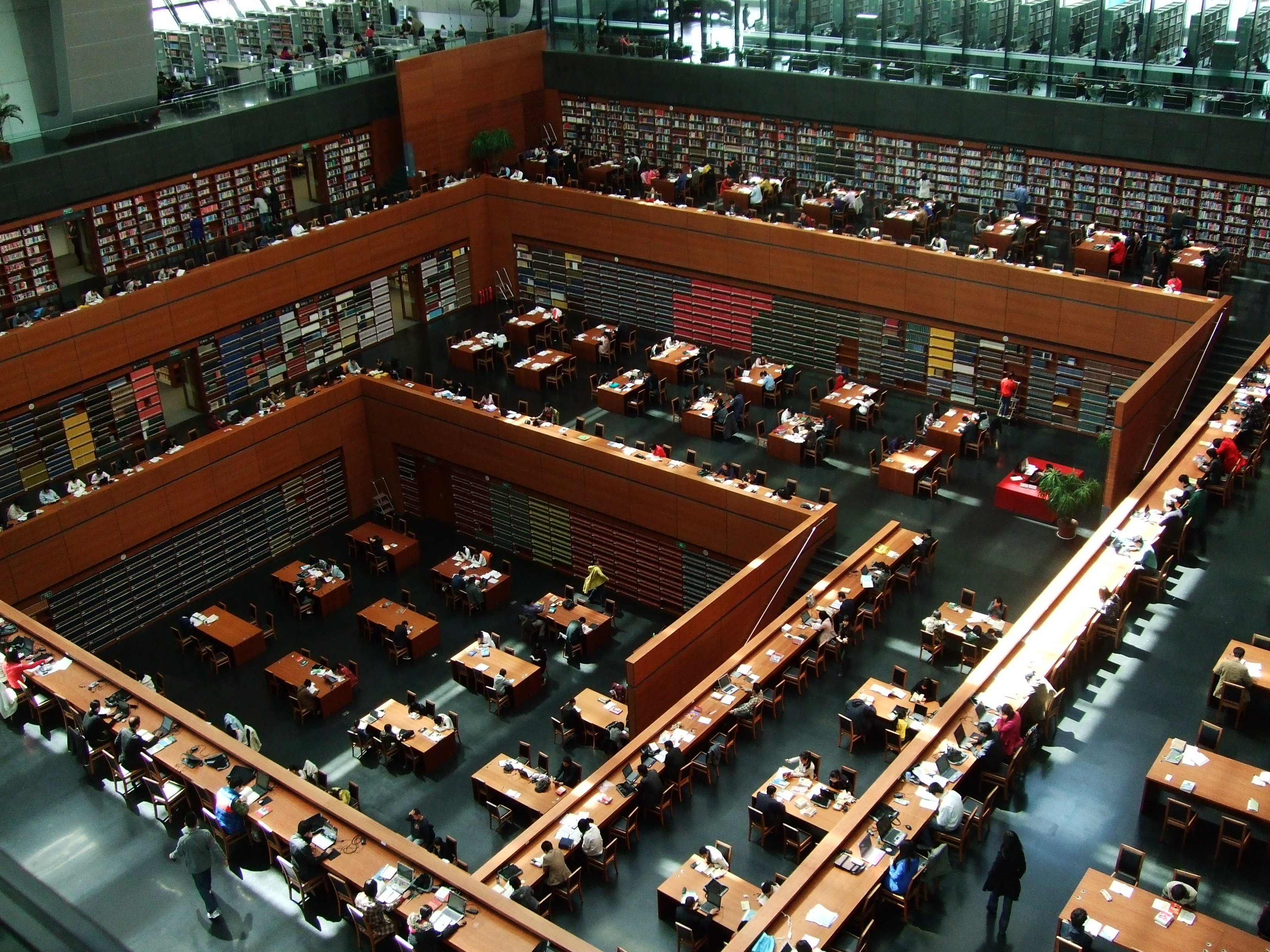
中國國家圖書館總館北區四樓俯瞰

## 樓層配置
| 樓層 | 設施                                                                                     |
| ---- | ---------------------------------------------------------------------------------------- |
| F4   | 中文報刊區、中文期刊阅览区、學位論文閱覽室、數字共享空間、国图视听中心                   |
| F3   | 中文圖書阅览区區（科技類）                                                               |
| F2   | 中文圖書阅览区（社科类）、中文工具書區、目錄查詢區、辦証處、紀念品店                     |
| F1   | 中文圖書阅览区（社科类）、中文图书借阅区、外文圖書區、少兒圖書館、研討室、咖啡廳、学津堂 |
| B1   | 工具書區、右文廳                                                                         |

## 交通
- 公交:

86、92、129、305、320、332、481（仅南行）、563、609、653、658、695、夜8：國家圖書館站
- 北京地鐵

 █ 4号线、 █ 9号线、 █ 16号线：國家圖書館站